# 大宮駅 (京都府)

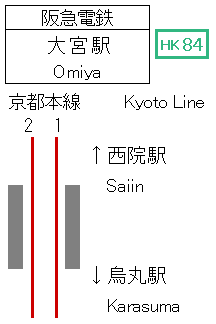
配線図

大宮駅（おおみやえき）は、京都府京都市中京区四条通大宮西入ル錦大宮町にある、阪急電鉄京都本線の駅。駅番号はHK-84。

## 概要
四条通の直下、京都市下京区との境界に位置する。1963年（昭和38年）に河原町駅まで延伸されるまでは、京都本線の終着駅だった。そのため、同駅の開業までは車内放送などで「京都大宮駅」と呼称されていたこともある。
かつては特急の停車駅だったが、2001年（平成13年）3月24日のダイヤ改正以降は通過となったため、日中は高槻市駅以北で通過運転を行う優等列車が一切停車しなくなった。ただし、平日のラッシュ時を中心に運行される特急以外の優等列車はいずれも停車するほか、日中も桂駅で特急との緩急接続が行われている。
当駅 - 西院駅間は、日本国内では宮城電気鉄道仙台駅（現在のJR仙石線仙台駅にあたるが別位置）、東京地下鉄道（現在の東京メトロ銀座線）に次ぐ、近畿初の地下線である。こういった経緯から地下線やホームの構造物は、土木学会の「選奨土木遺産」（ランクA）に指定されている。
京福嵐山本線四条大宮駅とは四条大宮交差点を挟んで駅舎が対峙しており、同線との乗換駅になっている。

## 歴史
- 1931年（昭和6年）3月31日：京阪電気鉄道新京阪線が西院駅から延伸し、その終着である京阪京都駅として開業[3]。案内上は単に「京都」とすることも多かった。また当時の新聞広告では「四条大宮」と表記していた。
- 1943年（昭和18年）10月1日：京阪神急行電鉄（現：阪急電鉄）との合併に伴い、京都駅（京阪神京都駅）に改称[3][4]。
- 1949年（昭和24年）12月1日：京阪神急行電鉄から京阪電気鉄道が分離。新京阪線は京阪神急行電鉄の路線となり京都本線に改称[3]、当駅もその所属となる。
- 1963年（昭和38年）6月17日：京都本線の河原町駅延伸に伴い、大宮駅に改称[3]。
- 1968年（昭和43年）3月28日：現駅舎の大宮阪急ビル竣工。
- 1972年（昭和47年）10月1日：特急、急行の8両化に伴い、列車が8両の場合最後尾車両のドアカットを開始。
- 1973年（昭和48年）4月1日：社名変更により阪急電鉄の駅となる[3]。
- 1984年（昭和59年）6月：ホーム延長工事着手[5]。
- 1986年（昭和61年）7月1日：10両対応化工事、西改札口新設工事完成。ドアカット運用を取りやめる。
- 2000年（平成12年）：「阪急大宮駅と大宮・西院間の地下線路」が土木学会選奨土木遺産に選ばれる[6]。
- 2001年（平成13年）3月24日：昼間時間帯の特急の停車を取りやめる[7]。
- 2013年（平成25年）12月21日：駅番号を導入する[3]。
- 2014年（平成26年）3月21日：北改札口の供用を開始[8]。
- 2021年（令和3年）11月30日：定期券売り場の営業を終了[9]。

## 駅構造
相対式2面2線のホームを有する地下駅。分岐器や絶対信号機を持たないため、停留所に分類される。開業当時は相対式のホームを乗車用と降車用とに分けて使用していた。
改札口は3か所に設けられており、この内中心となるのは東改札である。西改札は早朝（6時15分まで）や21時以降は閉鎖されており、ホームへと続く階段も2号線側にしかつながっていない。西改札から1号線へ行くには、2号線を通り抜けて東改札側の階段を昇り降りすることになる。トイレは東改札口の外にある。バリアフリー化の工事が行われ河原町方面行ホーム(1号線)に北改札が新設されて2014年3月21日より使用可能となった。
昭和初期の開業以来の構造ゆえに、東改札側とホーム間はエスカレーターやエレベーターの設置が困難となっているため、車椅子用階段昇降機が設置されている（東改札口と地上部を連絡するエレベーターは設置済み）。西改札の外側にはエレベーターが設けられており、駅係員に申告すれば、直接2号線とを行き来できる（入出場の処理は別途必要）。新設された北改札にはエレベーターがあり四条大宮交番の西側に地上出口が設けられている。これにより両ホーム共にエレベーターの直接利用が可能となった。
かつてはホームの有効長が7両編成分だったため、1972年（昭和47年）10月から、8両編成の電車は上下線とも向かって最後尾の1両のみドアを締め切るドアカットを実施していた（8両編成の両先頭車には、ドア横にその旨が掲示されていたが、ホーム延伸の際にステッカーは外された。）。1986年（昭和61年）7月の工事で、ホームが60メートル梅田寄りに延伸され、10両編成分となった。現在でも、柱の形状などで延長部を確認することができる。

### のりば
| 号線 | 路線      | 方向 | 行先                                       |
| ---- | --------- | ---- | ------------------------------------------ |
| 1    | ■京都本線 | 上り | 烏丸・京都河原町方面                       |
| 2    | ■京都本線 | 下り | 桂・高槻市・大阪梅田・天下茶屋・北千里方面 |

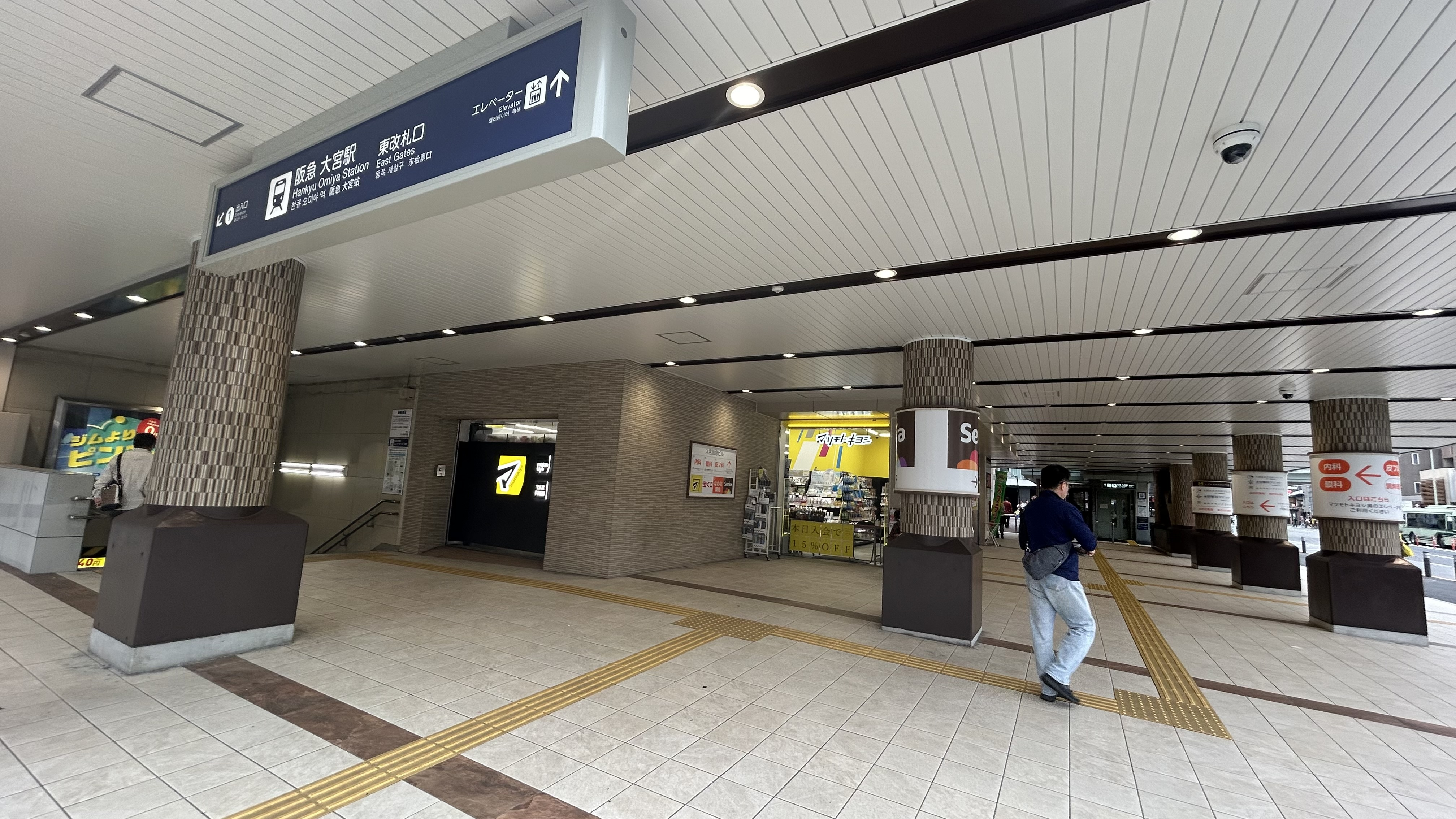
1番出入口
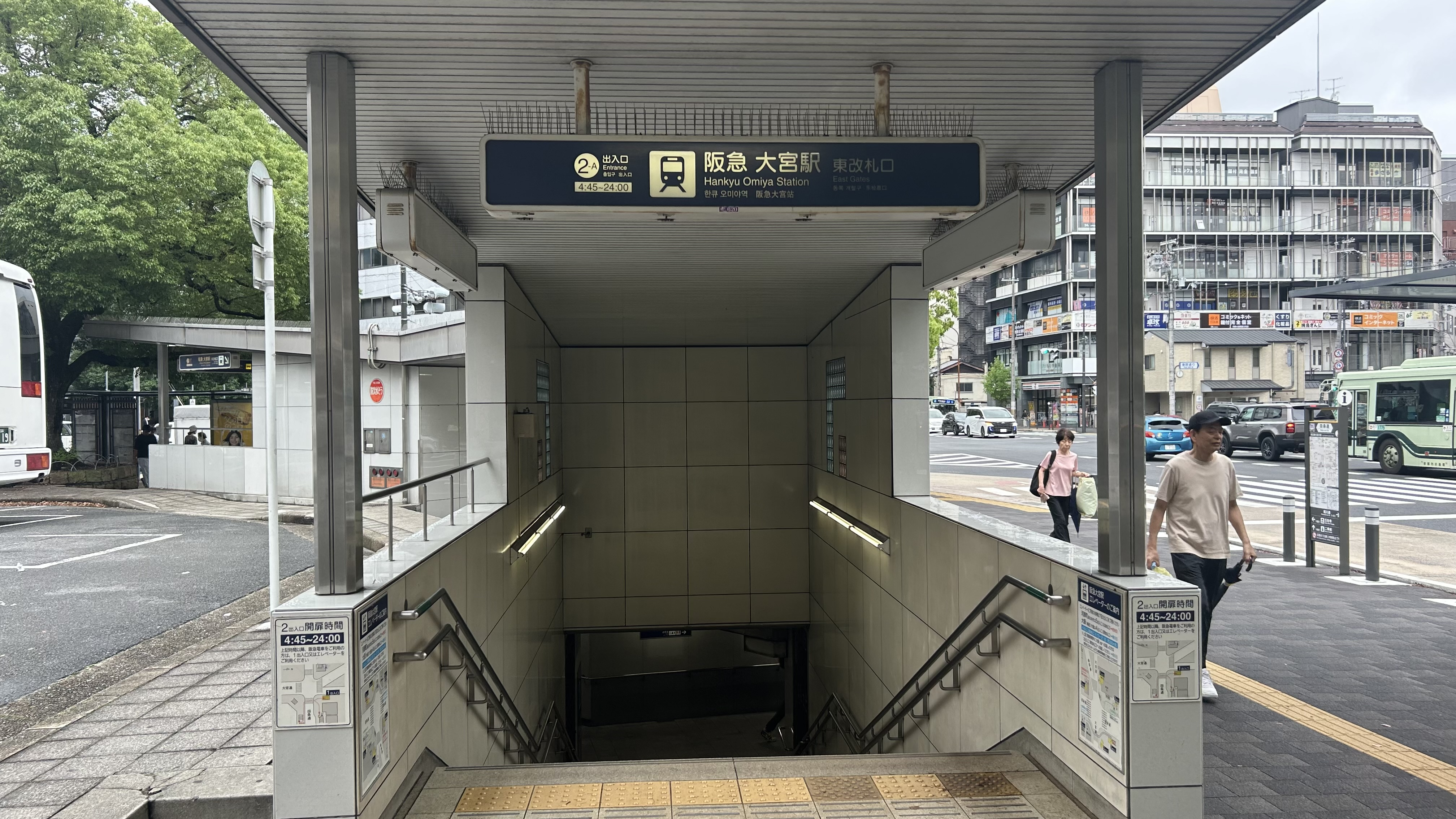
2A出入口
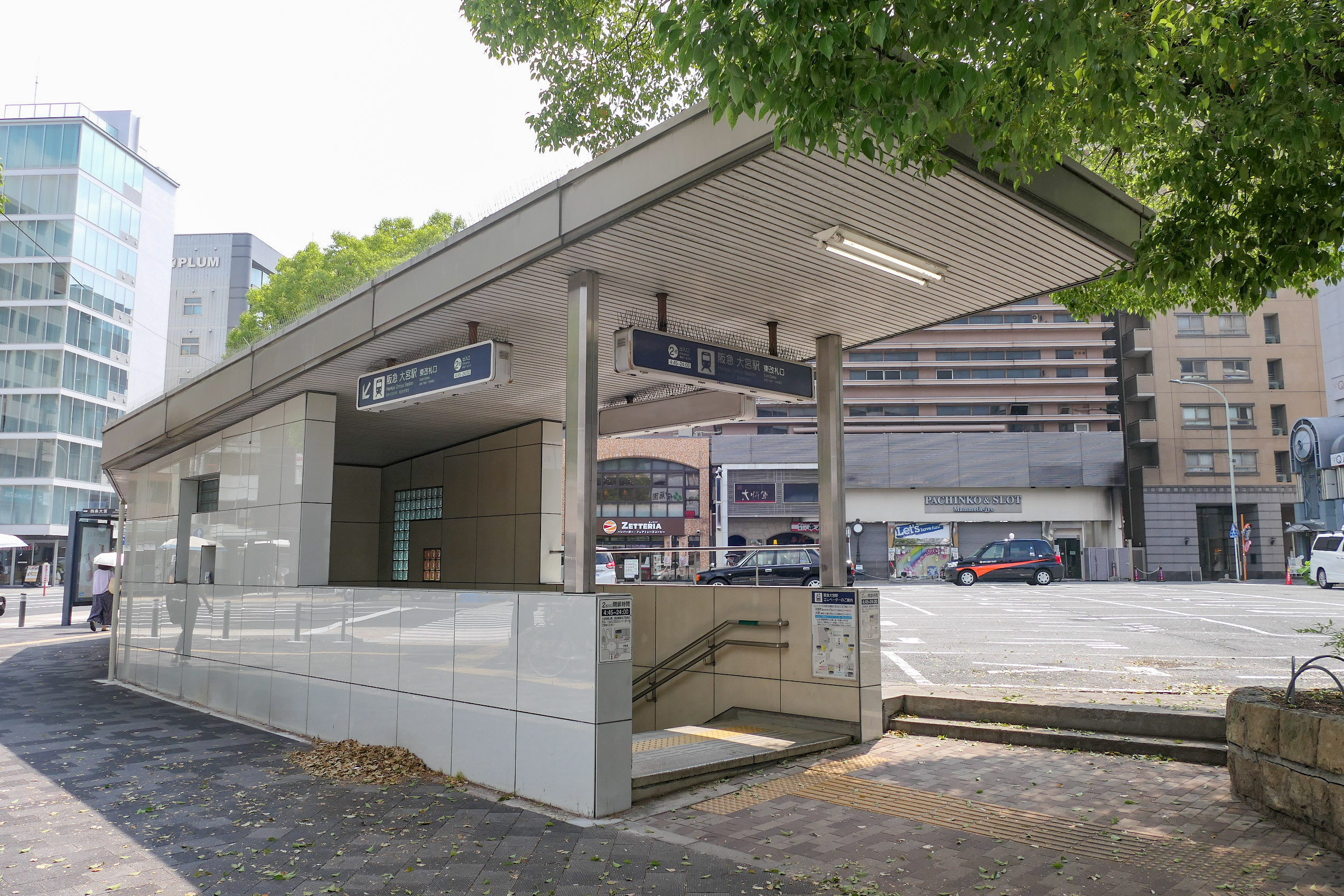
2B出入口
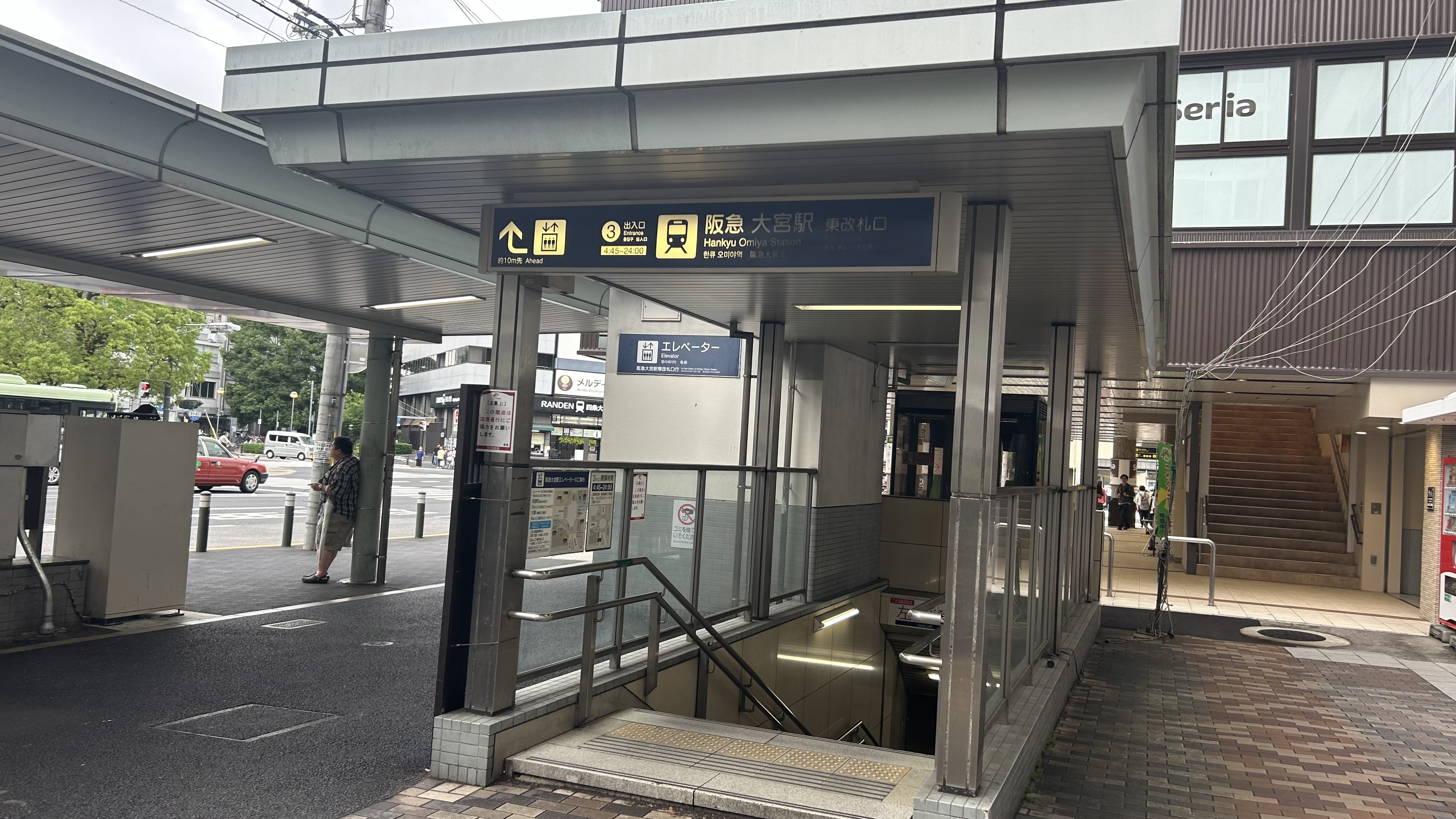
3番出入口
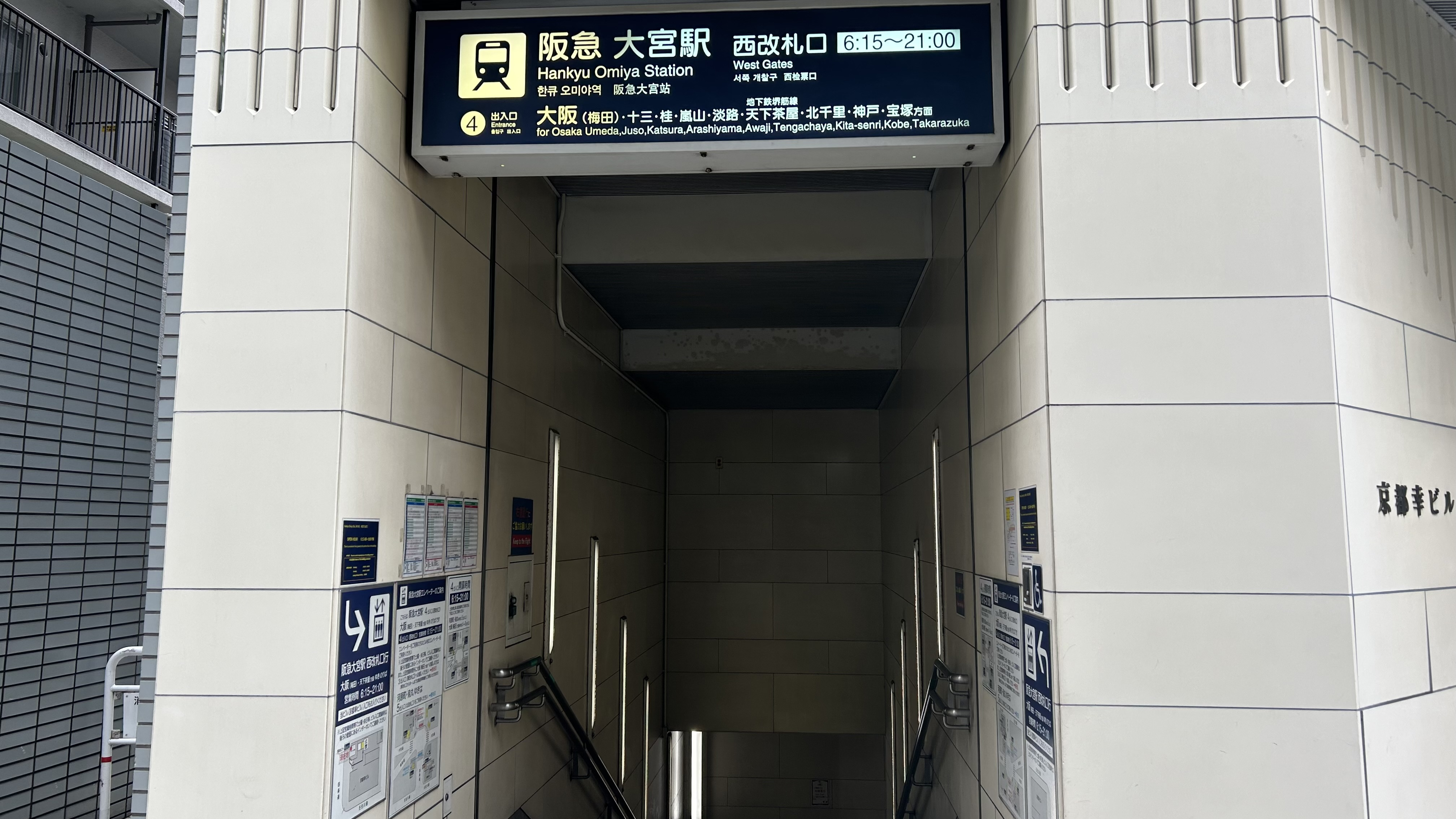
4番出入口
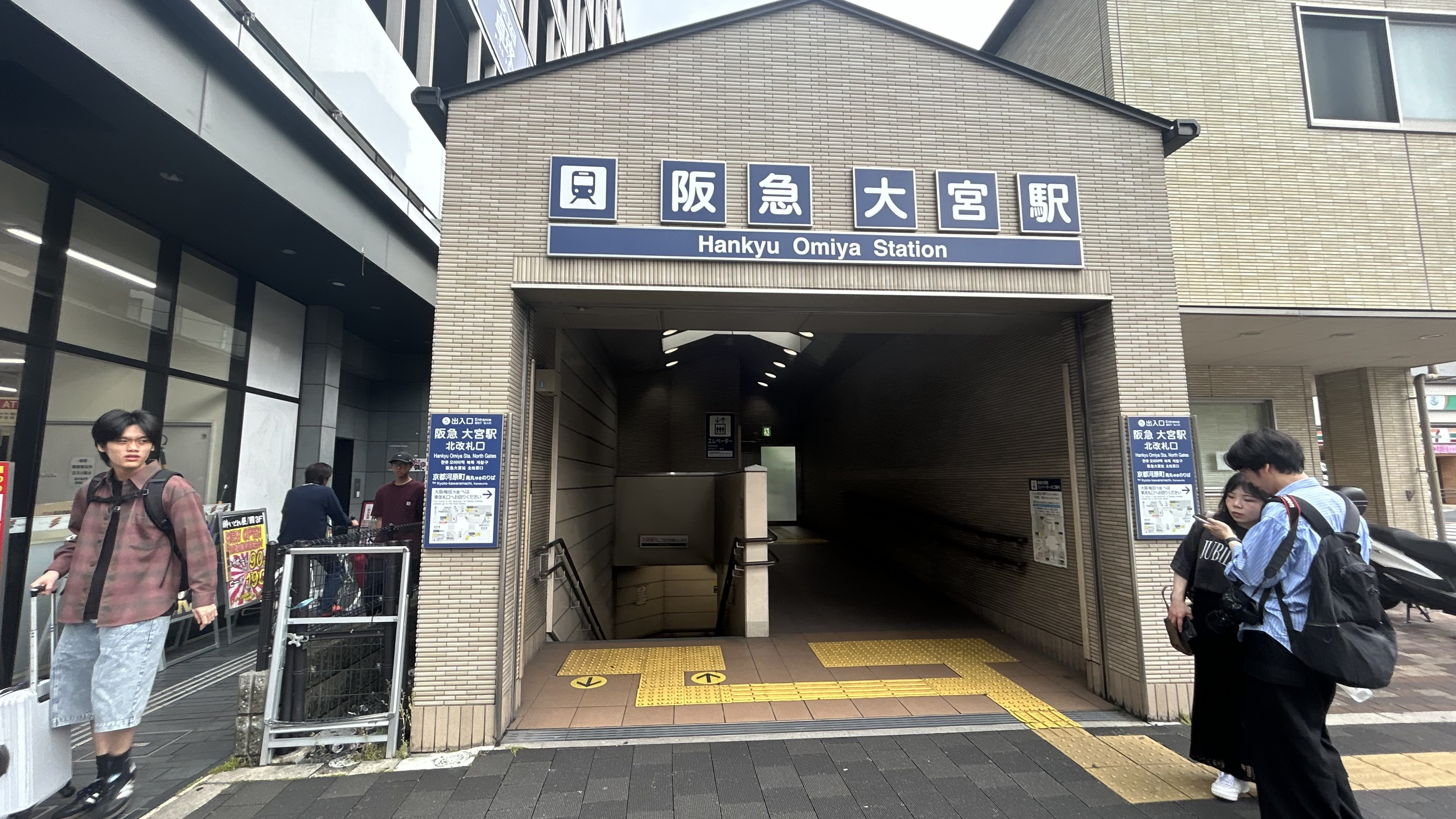
5番出入口
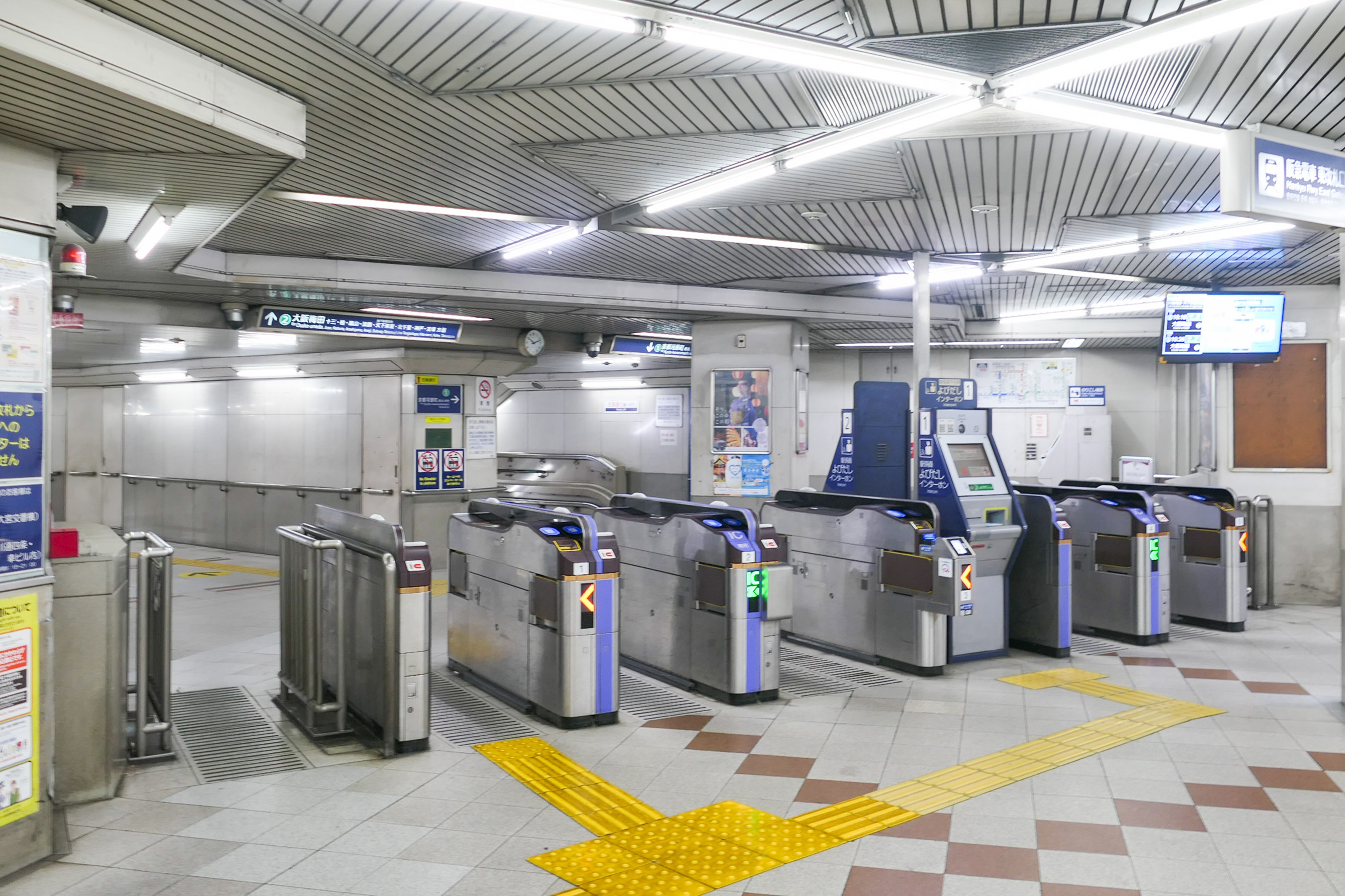
東改札口
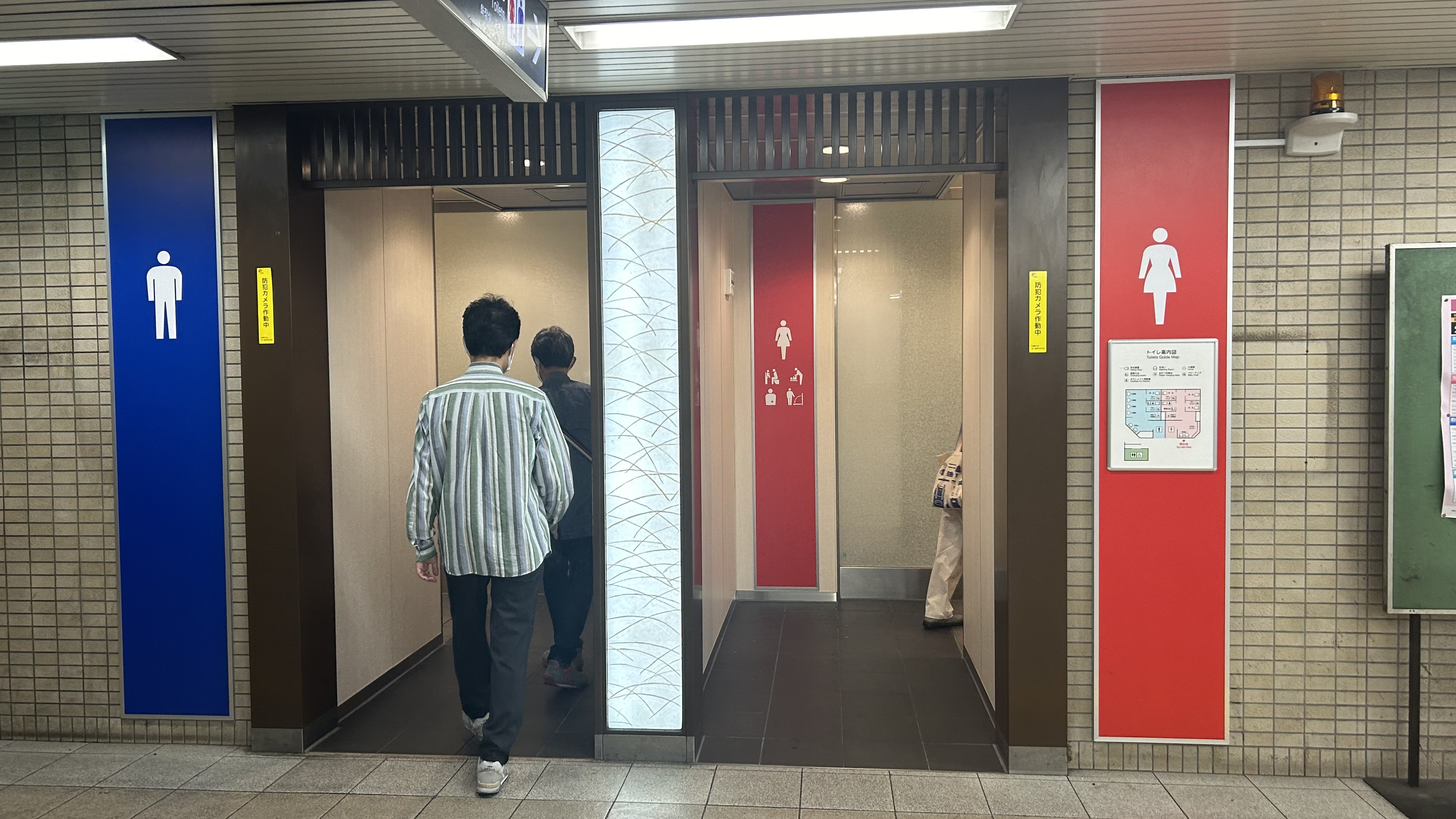
トイレ
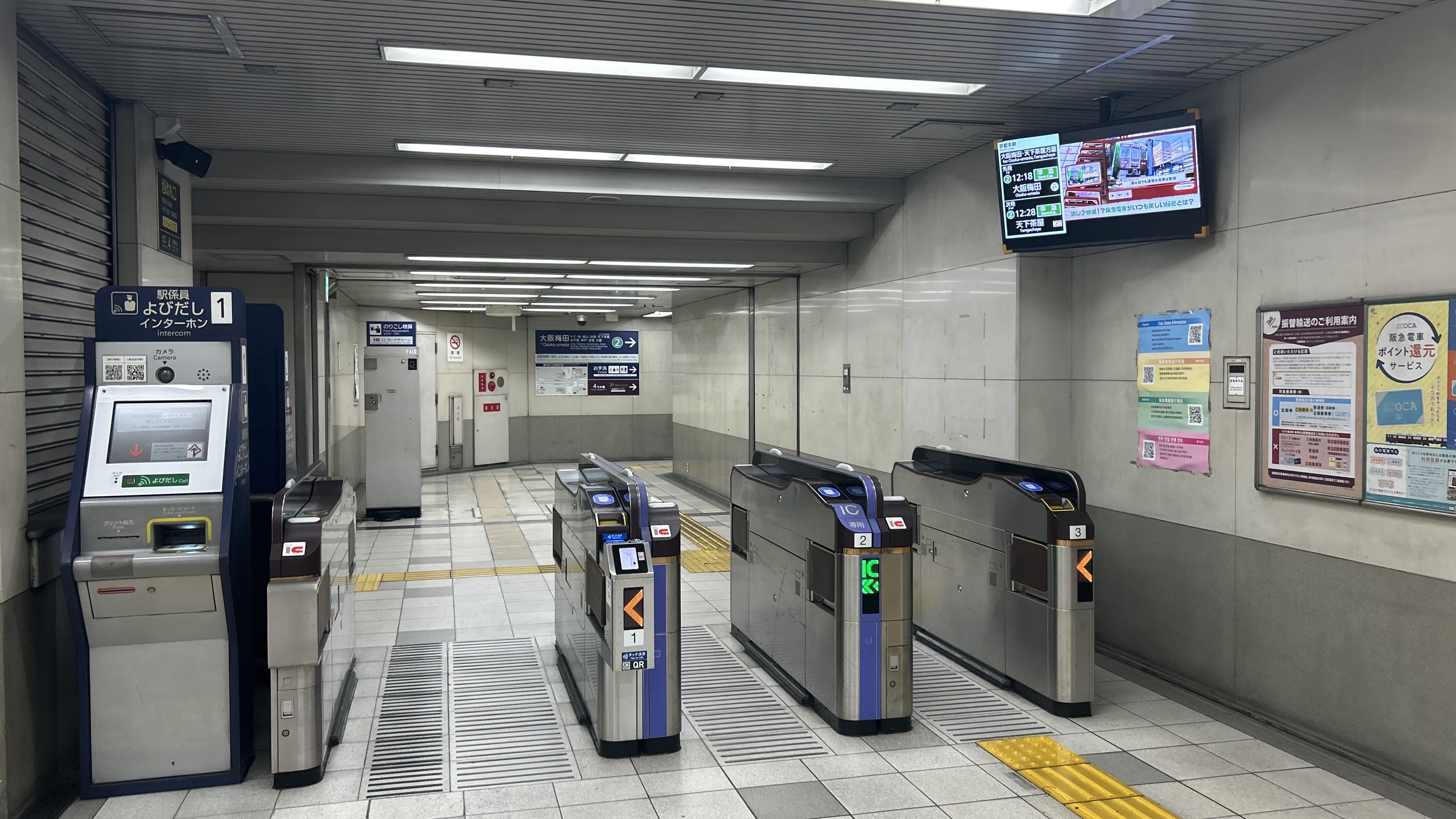
西改札口
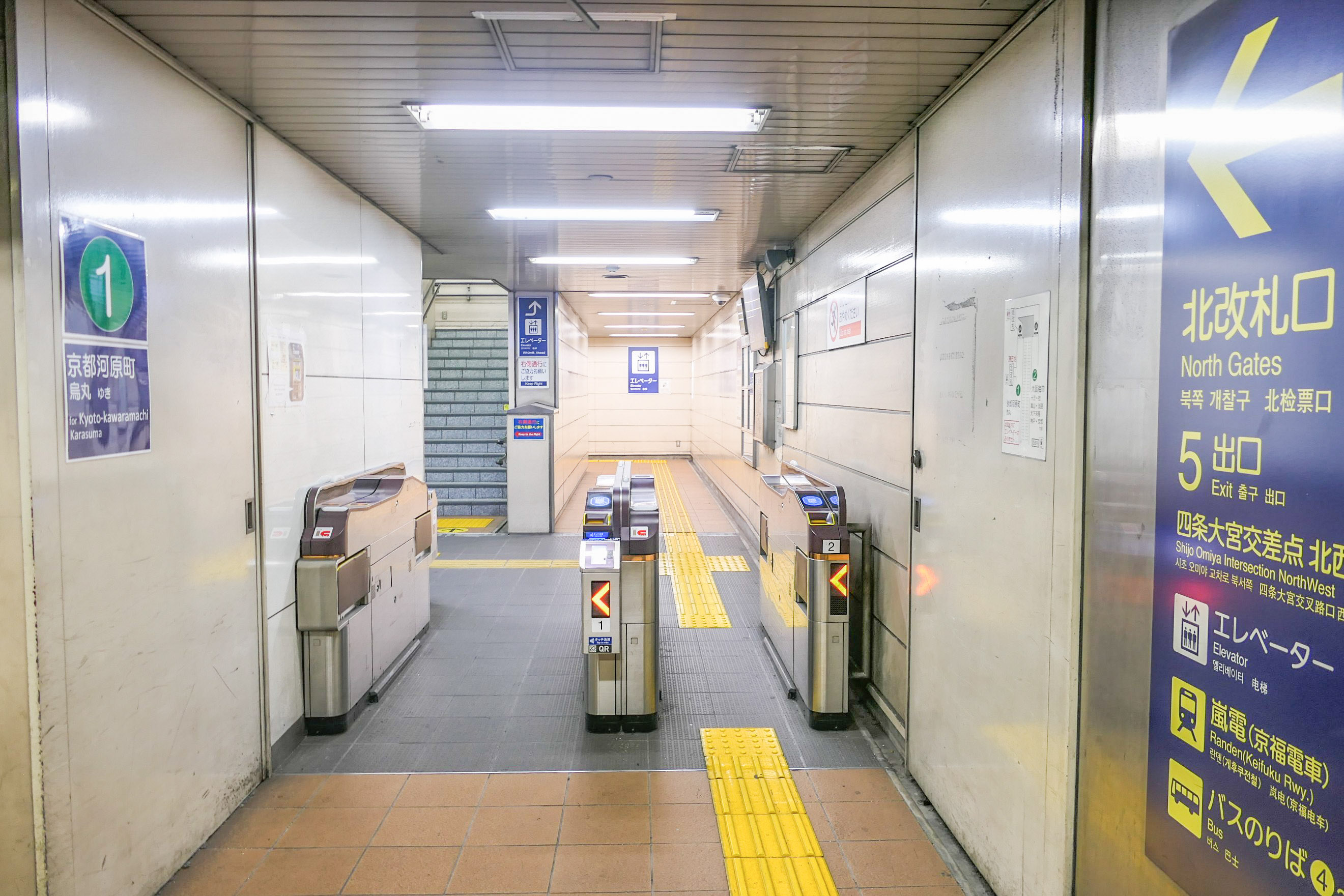
北改札口
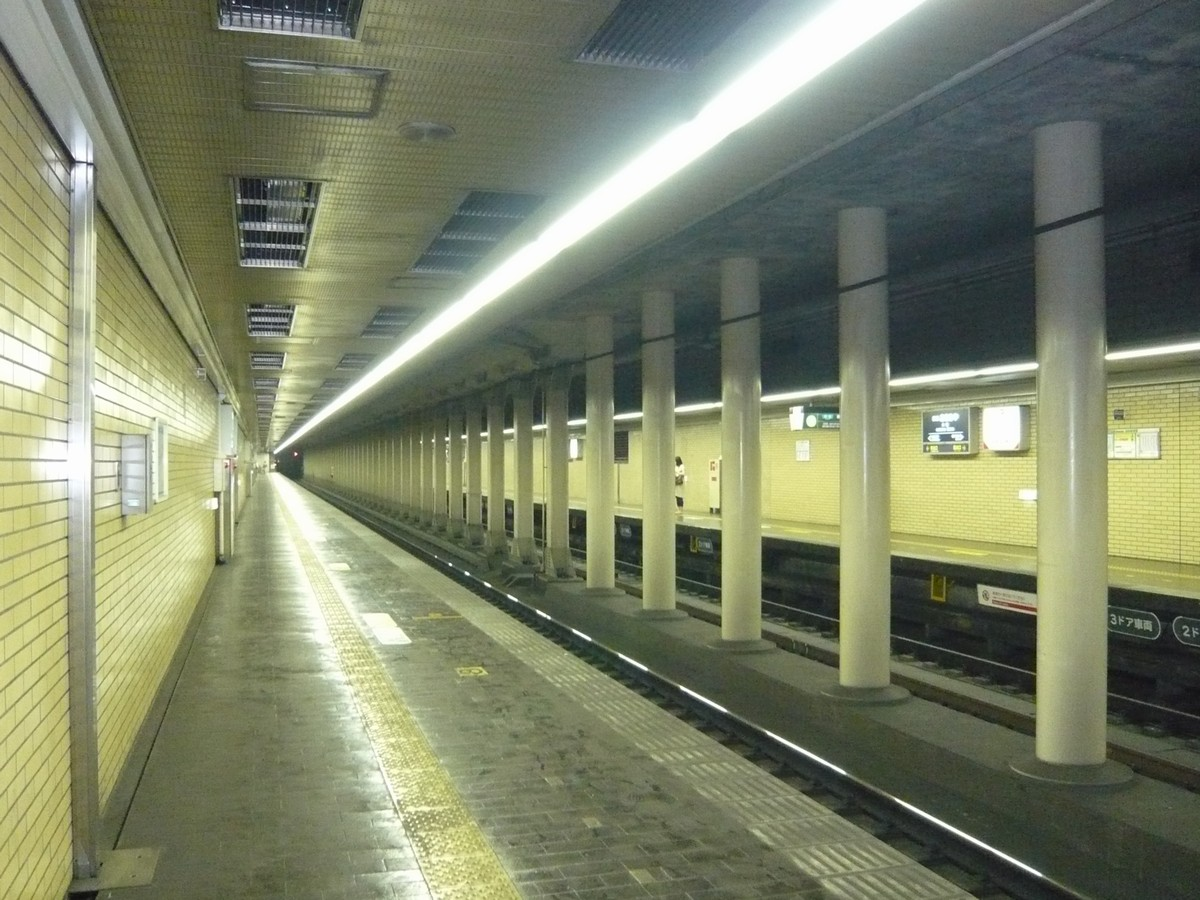
ホーム（2010年4月からは発車標がLED式に変更されている）。上下線の間の柱のうち、手前から5本目までが後の延長部分であり、手前から6本目以降とは形状が異なることが確認できる
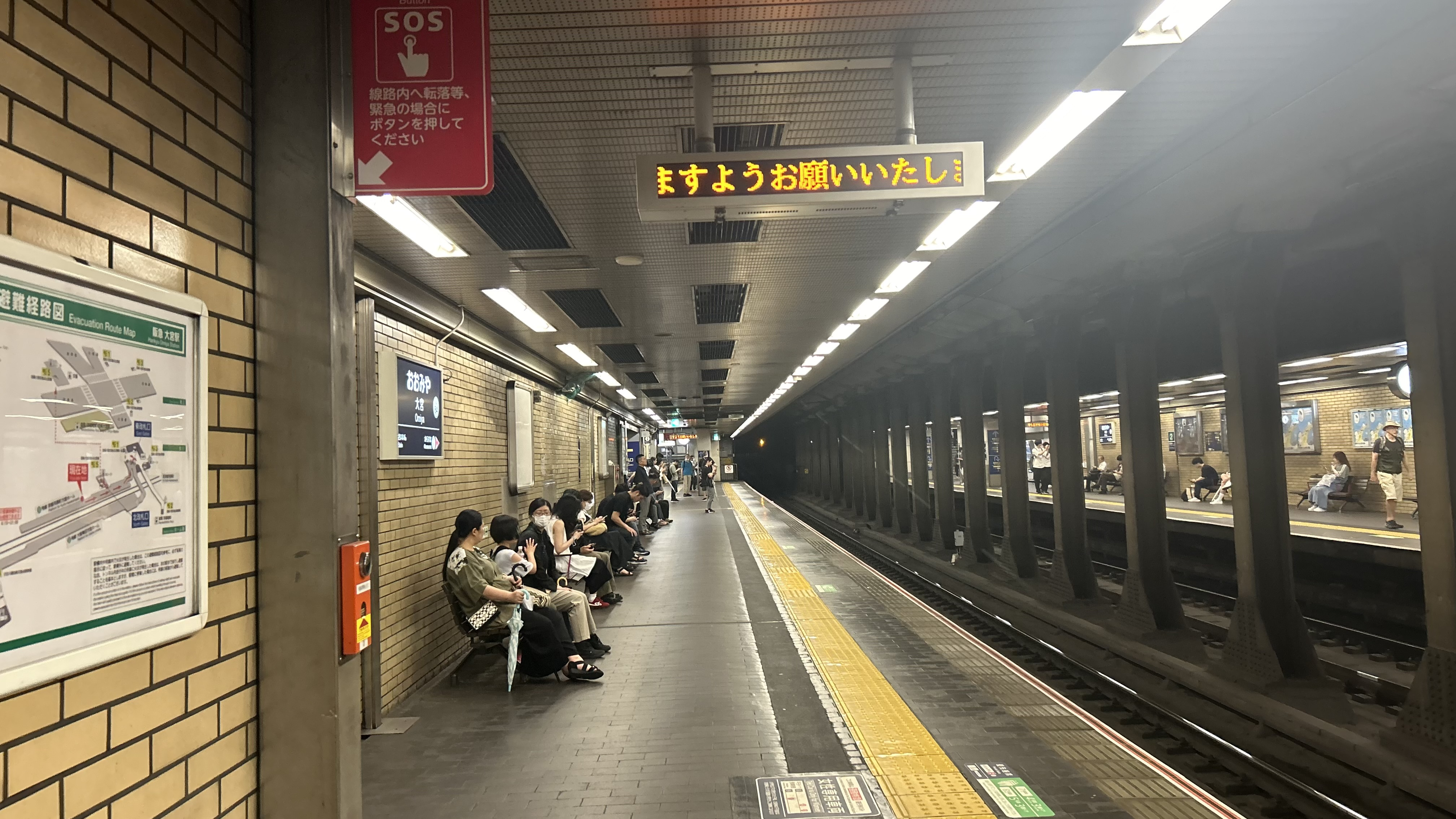
1号線ホーム
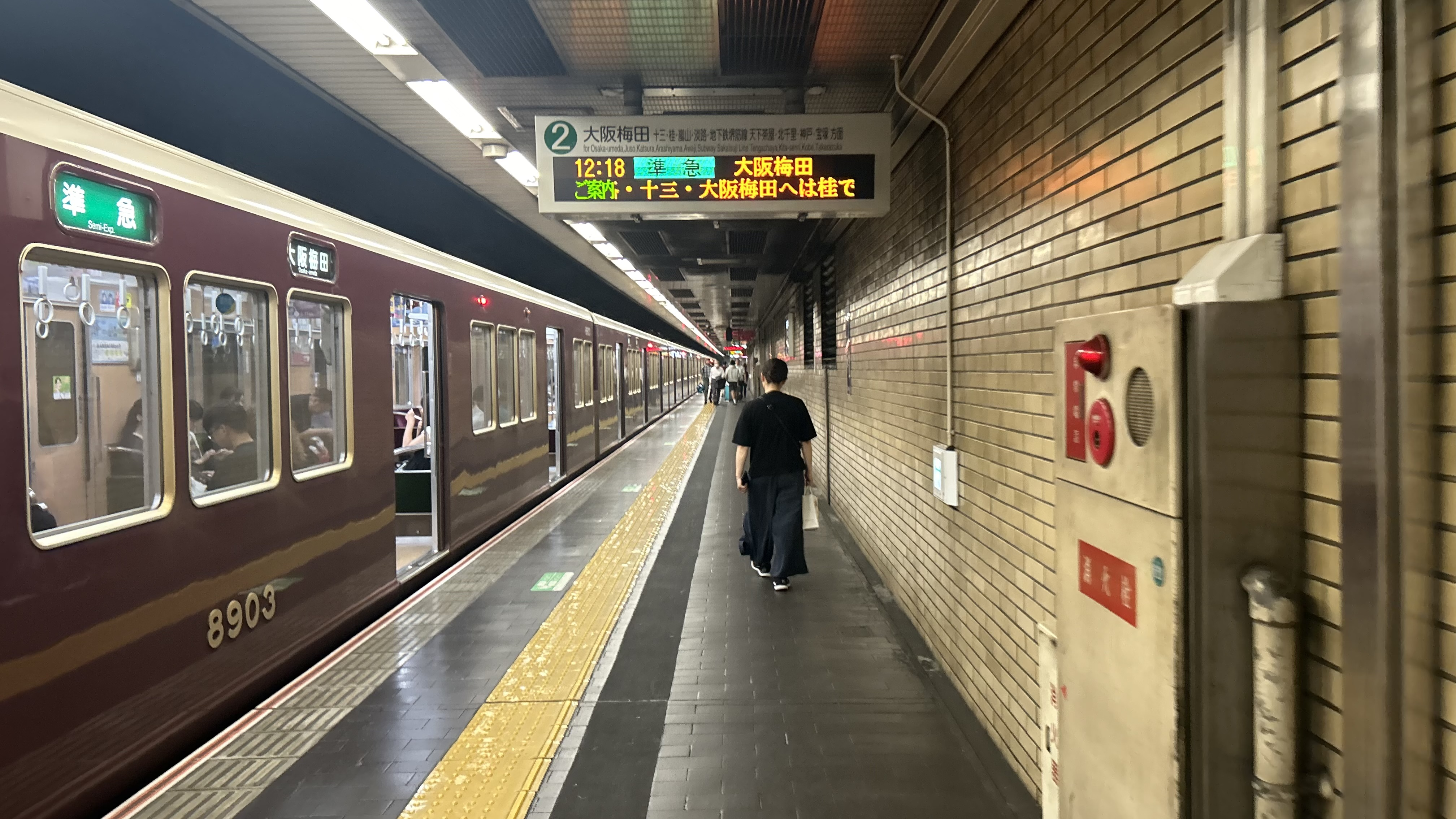
2号線ホーム
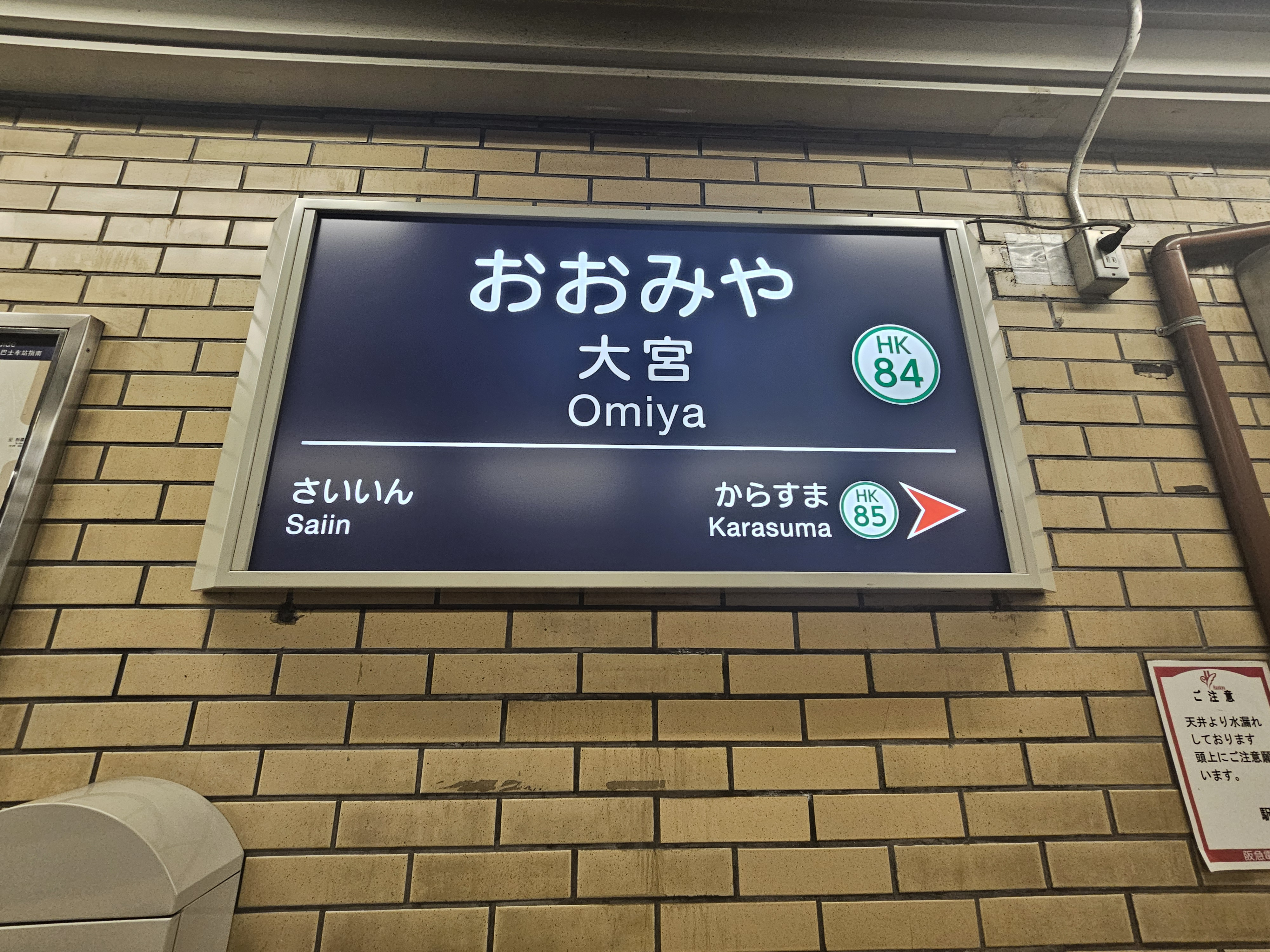
駅名標

## 利用状況
2024年（令和6年）の通年平均乗降人員は23,622人である。阪急電鉄全駅中30位（29位＝関大前駅、31位＝今津駅）。

### 阪急電鉄HPより
各年次の乗降人員の推移は下表の通り。
| 年次               | 乗降人員 | 増減率 | 順位 | 出典       | 備考     |
| ------------------ | -------- | ------ | ---- | ---------- | -------- |
| 2016年（平成28年） | 26,206   |        | 30位 | [ 阪急 1 ] | [ 注 2 ] |
| 2017年（平成29年） | 26,286   | 0.3%   | 30位 | [ 阪急 2 ] |          |
| 2018年（平成30年） | 26,018   | -1.0%  | 30位 | [ 阪急 3 ] |          |
| 2019年（令和元年） | 26,448   | 1.7%   | 29位 | [ 阪急 4 ] |          |
| 2020年（令和02年） | 18,271   | -30.9% | 33位 | [ 阪急 5 ] |          |
| 2021年（令和03年） | 17,920   | -1.9%  | 37位 | [ 阪急 6 ] |          |
| 2022年（令和04年） | 20,147   | 12.4%  | 36位 | [ 阪急 7 ] |          |
| 2023年（令和05年） | 22,510   | 11.7%  | 33位 | [ 阪急 8 ] |          |
| 2024年（令和06年） | 23,622   | 4.9%   | 30位 | [ 統計 1 ] |          |

#### 平日限定データ
2007年から2015年までのデータは平日限定となっていた。全ての年度で乗車人員・降車人員ともに判明している。
| 年次               | 乗車人員 | 降車人員 | 乗降人員 | 増減率 | 順位 | 出典        |
| ------------------ | -------- | -------- | -------- | ------ | ---- | ----------- |
| 2007年（平成19年） | 14,244   | 14,753   | 28,997   |        | 32位 | [ 阪急 9 ]  |
| 2008年（平成20年） | 13,706   | 14,250   | 27,956   | -3.6%  | 32位 | [ 阪急 10 ] |
| 2009年（平成21年） | 12,921   | 13,485   | 26,406   | -5.5%  | 32位 | [ 阪急 11 ] |
| 2010年（平成22年） | 12,724   | 13,281   | 26,005   | -1.5%  | 33位 | [ 阪急 12 ] |
| 2011年（平成23年） | 12,678   | 13,245   | 25,923   | -0.3%  | 34位 | [ 阪急 13 ] |
| 2012年（平成24年） | 12,880   | 13,449   | 26,329   | 1.6%   | 33位 | [ 阪急 14 ] |
| 2013年（平成25年） | 13,149   | 13,653   | 26,802   | 1.8%   | 33位 | [ 阪急 15 ] |
| 2014年（平成26年） | 13,528   | 13,965   | 27,493   | 2.6%   | 32位 | [ 阪急 16 ] |
| 2015年（平成27年） | 13,913   | 14,268   | 28,181   | 2.5%   | 32位 | [ 阪急 17 ] |

### 府・市の統計書より
各年の利用状況は下表の通り。府の統計書では各年度の乗車人員が、市の統計書では各年次の乗車人員・降車人員が公表されている。
それぞれのデータ（単位：千人）を日数で除した数値を記載している。
| 年度/年次          | 各年度 乗車人員 | 各年次 乗降人員 | 出典          |
| ------------------ | --------------- | --------------- | ------------- |
| 1991年（平成03年） | 30,060          | -               | [ 京都府 1 ]  |
| 1992年（平成04年） | 29,460          | -               | [ 京都府 2 ]  |
| 1993年（平成05年） | 27,937          | -               | [ 京都府 3 ]  |
| 1994年（平成06年） | 27,063          | -               | [ 京都府 4 ]  |
| 1995年（平成07年） | 26,352          | -               | [ 京都府 5 ]  |
| 1996年（平成08年） | 39,288          | -               | [ 京都府 6 ]  |
| 1997年（平成09年） | 23,140          | 52,359          | [ 京都府 7 ]  |
| 1998年（平成10年） | 22,539          | 43,975          | [ 京都府 8 ]  |
| 1999年（平成11年） | 22,134          | 44,795          | [ 京都府 9 ]  |
| 2000年（平成12年） | 21,542          | 44,087          | [ 京都府 10 ] |
| 2001年（平成13年） | 19,430          | 40,375          | [ 京都府 11 ] |
| 2002年（平成14年） | 18,493          | 37,715          | [ 京都府 12 ] |
| 2003年（平成15年） | 18,292          | 37,247          | [ 京都府 13 ] |
| 2004年（平成16年） | 17,950          | 36,560          | [ 京都府 14 ] |
| 2005年（平成17年） | 16,745          | 34,899          | [ 京都府 15 ] |
| 2006年（平成18年） | 15,835          | 32,438          | [ 京都府 16 ] |
| 2007年（平成19年） | 16,355          | 33,014          | [ 京都府 17 ] |
| 2008年（平成20年） | 16,208          | 33,000          | [ 京都府 18 ] |
| 2009年（平成21年） | 14,284          | 30,052          | [ 京都府 19 ] |
| 2010年（平成22年） | 13,805          | 28,808          | [ 京都府 20 ] |
| 2011年（平成23年） | 13,612          | 27,818          | [ 京都府 21 ] |
| 2012年（平成24年） | 13,605          | 27,665          | [ 京都府 22 ] |
| 2013年（平成25年） | 14,414          | 29,240          | [ 京都府 23 ] |
| 2014年（平成26年） | 14,186          | 29,066          | [ 京都府 24 ] |
| 2015年（平成27年） | 15,407          | 31,523          | [ 京都府 25 ] |
| 2016年（平成28年） | 15,444          | 31,089          | [ 京都府 26 ] |
| 2017年（平成29年） | 15,389          | 31,266          | [ 京都府 27 ] |
| 2018年（平成30年） | 15,211          | 30,816          | [ 京都府 28 ] |
| 2019年（令和元年） | 15,347          | 31,003          | [ 京都府 29 ] |
| 2020年（令和02年） | 11,297          | 22,684          | [ 京都府 30 ] |
| 2021年（令和03年） | 10,905          | 22,128          | [ 京都府 31 ] |
| 2022年（令和04年） | 12,362          | 24,925          | [ 京都府 32 ] |
| 2023年（令和05年） | 12,910          | 26,112          | [ 京都府 33 ] |

## 駅周辺

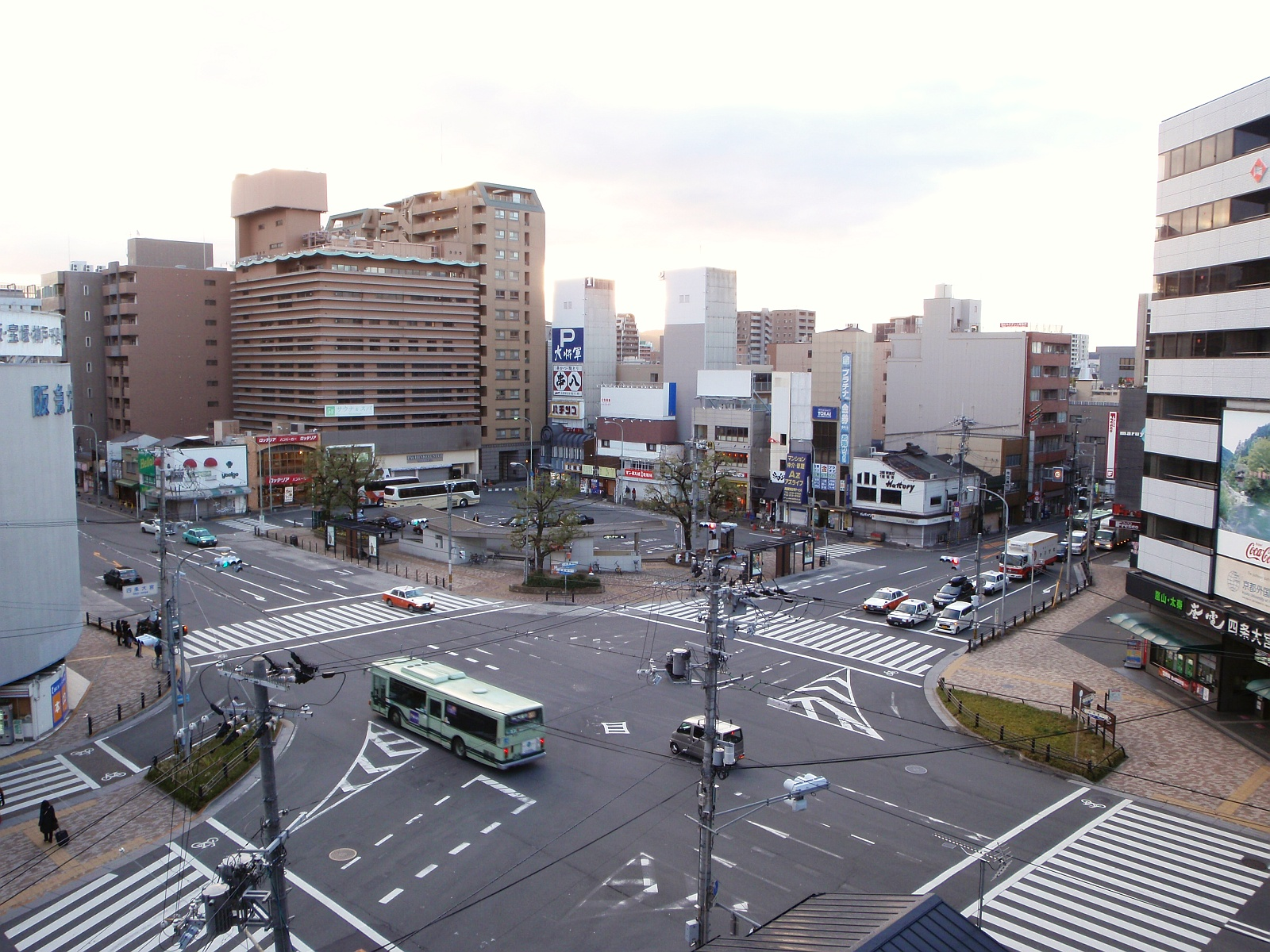
北西側から見た四条大宮交差点。左に阪急駅、右に京福駅が見える（2011年12月）

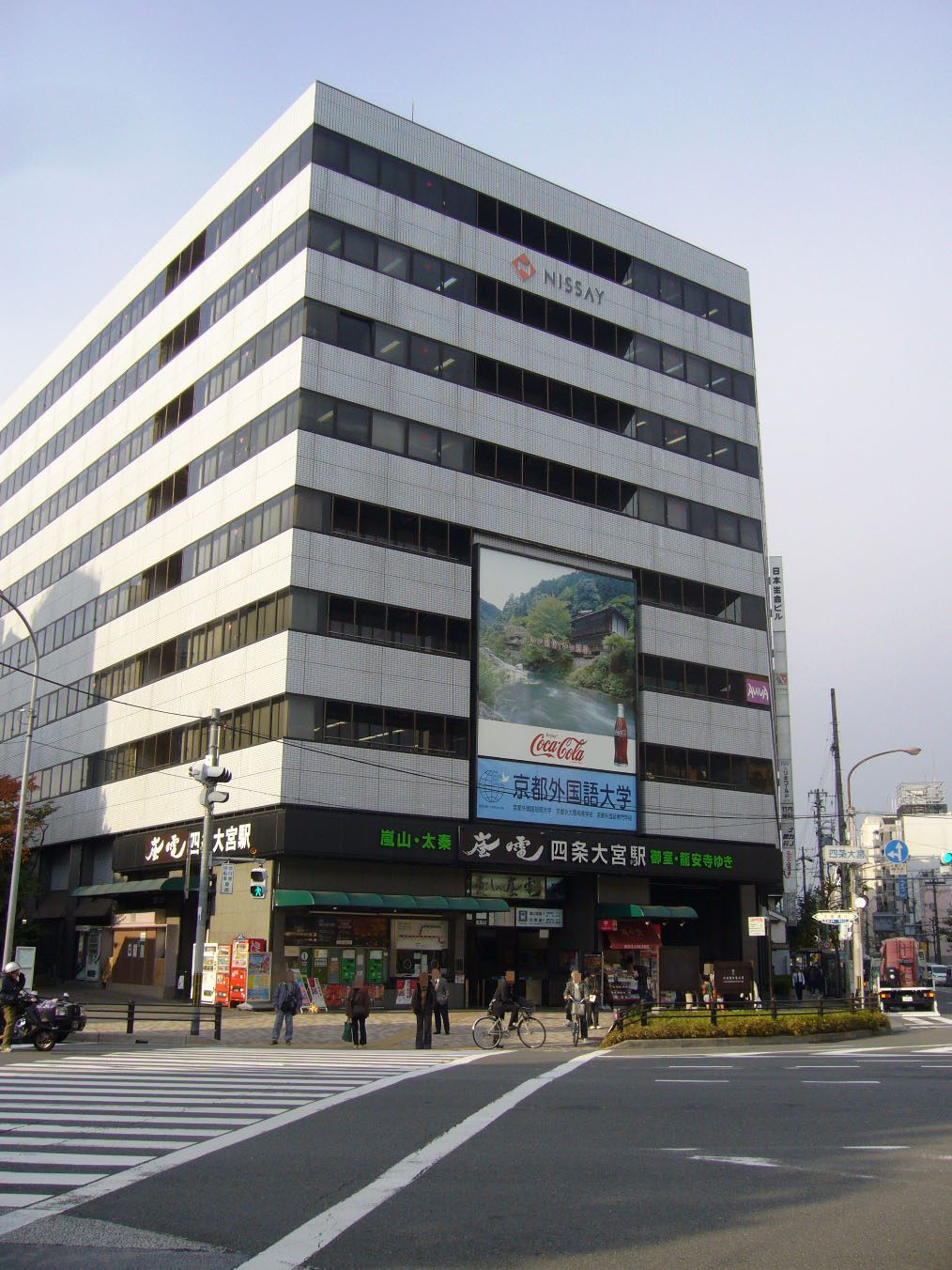
嵐電四条大宮駅（2008年11月）

駅舎が面している「四条大宮交差点」は、当駅および京福四条大宮駅のほか各地への路線バスが集散し、交通の要衝となっている。また、交差点の南東側にはタクシープールが設けられている。
開業当初は京都本線の終着駅だったこともあり、駅付近は往時の繁華街の雰囲気をとどめている。
- 四条大宮交差点
  - 京福嵐山本線 四条大宮駅 - 当駅駅舎より四条大宮交差点を挟んだ対面にある。
  - 四条通
  - 大宮通
  - 後院通
- 壬生寺
- 四条大宮交番
- 京都四条大宮郵便局
- りそな銀行 四条大宮支店
- 京都銀行 大宮支店
- 関西みらい銀行 四条大宮プラザ
- 餃子の王将 四条大宮店 - 同チェーンの創業1号店[3]。店舗前には記念碑がある。
- 大将軍 - サウナ・焼肉店・パチンコ店を一体経営する企業による複合ビル。
- HOTEL M's PLUS SHIJO OMIYA
- ヴィラージュ京都
- 東横INN京都四条大宮
- 京福電気鉄道 本社
- 京都市立堀川高等学校
- 京都市立洛中小学校
- 西日本旅客鉄道（JR西日本）山陰本線（嵯峨野線） 二条駅 - 徒歩15分ほど。京都市内で阪急とJRを徒歩で乗り換える場合に利用できる。

## バス路線
バス停は各方面ごとに分散して設置されており、それぞれバスカット（バスベイ）により走行車線を阻害しない道路形状となっているほか、後院通（四条大宮交差点から西北方向に延びる道路。千本三条交差点で千本通に繋がる）の北行き方面乗場を除く三方向の乗場は駅舎または地上連絡口と直結している。
京都市営バス（市バス）
- 1番のりば
  - 3号系統：河原町通 四条河原町 百万遍 北白川仕伏町行（一部上終町・瓜生山学園京都芸術大学行）
  - 11号系統：四条河原町・三条京阪行
  - 26号系統：四条烏丸・京都駅行
  - 28号系統：堀川通 西本願寺・京都駅行
  - 32号系統：平安神宮・銀閣寺行
  - 46号系統：祇園・平安神宮行
  - 201号系統：東山通 祇園・百万遍方面
  - 203号系統：東山通 祇園・錦林車庫・銀閣寺方面(白川通へ循環)
  - 58号・207号系統：東山通 祇園・東福寺・九条車庫方面
- 2番のりば
  - 11号系統：嵐山・嵯峨・山越中町行
  - 26号系統：西大路通 北野白梅町 御室仁和寺・山越中町行
  - 27号系統：馬塚町・太秦天神川駅行
  - 91号系統：大覚寺行
  - 203号系統：西大路通 西大路四条・北野白梅町方面
- 3番のりば
  - 6号系統：大宮通 水族館・京都駅行
  - 18号系統：大宮通 久我石原町行
  - 特18号系統：大宮通 上鳥羽馬廻行
  - 32号系統：西京極・京都外大行
  - 58号系統：大宮通  梅小路公園・京都鉄道博物館行
  - 71・特71号系統：大宮通 東寺・京都駅八条口行
  - 206号系統：大宮通 水族館・京都駅方面(東山通へ循環)
  - 207号系統：大宮通 東寺・東福寺方面(東山通へ循環)
- 4番のりば
  - 3号・67号・71・特71号・臨系統：京都外大・松尾橋行
  - 8号系統：高雄・栂ノ尾行
  - 13号系統：西大路通 久世工業団地行
  - 特13号系統：西大路通 久我石原町行
  - 臨13号系統：西大路通 上鳥羽馬廻行
  - 28号系統：嵐山 大覚寺行
  - 29号系統：国道中山 洛西バスターミナル行
  - 69号系統：物集女 JR桂川駅 桂駅東口行
- 5番のりば
  - 8号・13号・特13号・臨13号・27号・29号・91号・臨系統：四条烏丸行
  - 67号系統：堀川通 上賀茂神社・西賀茂車庫行
- 6番のりば
  - 52号系統：七本松通 北野天満宮 立命館大学行
  - 55号系統：千本通 北野天満宮 立命館大学行
  - 201号系統：千本通 千本今出川 出町柳駅・百万遍方面(一部みぶ操車場行・二条駅行)
- 7番のりば
  - 18・特18・69号系統：二条駅西口行
- 8番のりば
  - 6号系統：千本通 佛教大学・玄琢行
  - 46号系統：千本通 上賀茂神社・西賀茂車庫行
  - 206号系統：千本通 大徳寺・北大路バスターミナル方面
  - 臨系統：快速 佛教大学行
- 9番のりば
  - 46号系統：祇園・平安神宮行
  - 52号・55号・臨(特出入)系統：四条烏丸行

京都バス
- (市営バス1番のりばと同場所)
  - 72系統・73系統・75系統・76系統・77系統：京都駅行
- (市営バス2番のりばと同場所)
  - 72系統：阪急嵐山駅経由  嵐山・清滝行
  - 73系統：嵐山・苔寺すず虫寺行
  - 75系統：有栖川行
  - 76系統：阪急嵐山駅行
  - 77系統：嵯峨小学校前行

西日本JRバス
- (市営バス3番のりばと同場所)
  - 高雄・京北線：京都駅行
- (市営バス6番のりばと同場所)
  - 高雄・京北線：高雄・栂ノ尾経由周山行

京阪バス
- 1のりば(公園内)
  - 82号経路：五条京阪、(山科団地、)国道大塚、大宅行
  - 83号経路：祇園、川田、西野山団地、醍醐バスターミナル行
  - 85号経路：祇園、川田、西野山団地、大宅行

- 2のりば(市営バス1番のりばと同場所)
  - 83号経路：祇園、川田、西野山団地、醍醐バスターミナル行
  - 85号経路：祇園、川田、西野山団地、大宅行

大阪空港交通
- 大阪国際空港行
- 関西国際空港行（京阪バスも運行）

このほか、かつては市営バス・京都バスともに修学院・岩倉方面へ向かう系統も運行されていた。

## 隣の駅
阪急電鉄
■京都本線
■快速特急・■特急
通過
■通勤特急・■準特急・■急行・■準急・■普通
西院駅 (HK-83) - 大宮駅 (HK-84) - 烏丸駅 (HK-85)

### 記事本文